# Суждение
Сужде́ние — мысль, в которой утверждается наличие или отсутствие каких-либо положений дел.
Виды суждений и отношения между ними изучаются в философской логике. В математической логике суждениям соответствуют высказывания.

## Простые и сложные
Простые суждения — суждения, в состав которых входит один субъект и один предикат.
Сложные суждения — суждения, состоящие из двух или более простых суждений, соединённых с помощью логических связок.

### Состав простого суждения
Простое (атрибутивное) суждение — это суждение о наличии или отсутствии у предметов каких-либо свойств (атрибутов). В простом (атрибутивном) суждении могут быть выделены следующие термины суждения — субъект, предикат, связка, квантор:
- Субъект суждения — это мысль о каком-то предмете, понятие о предмете суждения (логическое подлежащее).
- Предикат суждения — мысль об известной части содержания предмета, которое рассматривается в суждении (логическое сказуемое).
- Логическая связка — мысль об отношении между предметом и выделенной частью его содержания (иногда только подразумевается).
- Квантор — указывает, относится ли суждение ко всему объёму понятия, выражающего субъект, или только к его части: «некоторые», «все» и т. п.

Пример: «Все кости являются органами живого организма».
Субъект — «кость»;
Предикат — «органы живого организма»;
Логическая связка — «являются»;
Квантор — «все».

### Виды сложных суждений
Каждое сложное суждение состоит из простых суждений, соединённых каким-либо союзом. В зависимости от этого союза выделяется, как правило, шесть видов сложных суждений: конъюнктивные, строгие и нестрогие дизъюнктивные, импликационные, эквивалентные и отрицательные.
Дизъюнктивные (также разделительные) суждения образуются с помощью разделительных (дизъюнктивных) логических связок (аналогичных союзу «или»). Подобно простым разделительным суждениям, они бывают:
- нестрогими (нестрогая дизъюнкция), члены которой допускают совместное сосуществование («то ли…, то ли…»). Записывается как {\displaystyle a\lor b};
- строгими (строгая дизъюнкция), члены которой исключают друг друга (либо одно, либо другое). Записывается как {\displaystyle a{\dot {\lor }}b}.

Импликационные суждения образуются с помощью импликации, (эквивалентно союзу «если…, то»). Записывается как {\displaystyle a\to b} или {\displaystyle ab}. В естественном языке союз «если…, то» иногда является синонимом союза «а» («Погода изменилась и, если вчера было пасмурно, то сегодня ни одной тучи») и, в таком случае, означает конъюнкцию.
Конъюнктивные суждения образуются с помощью логических связок сочетания или конъюнкции (эквивалентно запятой или союзам «и», «а», «но», «да», «хотя», «который», «зато» и другим). Записывается как {\displaystyle a\land b}.
Эквивалентные суждения указывают на тождественность частей суждения друг другу (проводят между ними знак равенства). Помимо определений, поясняющих какой-либо термин, могут быть представлены суждениями, соединенными союзами «тогда и только тогда», «необходимо и достаточно» (например: «Чтобы число делилось на 3, необходимо и достаточно, чтобы сумма цифр, его составляющих, делилась на 3»). Записывается как {\displaystyle a\equiv b,a\leftrightarrow b,ab} (у разных математиков по-разному, хотя математический знак тождества всё-таки {\displaystyle \equiv }).
Отрицательные суждения указывают на ложность утвердительного суждения, входящего в его состав. Образуются с помощью отрицания (эквивалентно союзу «неверно, что…»). Записывается как {\displaystyle \neg a}.

## Классификация простых суждений

### По качеству
- Утвердительные — S есть P. Пример: «Люди пристрастны к самим себе»[7].
- Отрицательные — S не есть P. Пример: «Люди не поддаются лести»[7].

### По объёму
- Общие — суждения, которые справедливы относительно всего объёма понятия (Все S суть P). Пример: «Все растения живут»[8].
- Частные — суждения, которые справедливы относительно части объёма понятия (некоторые S суть P). Пример: «Некоторые растения — хвойные»[8].
- Единичные — суждения, субъектом которых являются единичные понятия, то есть понятие, объем которого исчерпывается лишь одним элементом (это S суть (не суть) Р). Пример: «Москва — столица России»[9].

### По отношению
- Категорические — суждения, в которых сказуемое утверждается относительно субъекта без ограничений во времени, в пространстве или обстоятельствах; безусловное суждение (S есть P). Пример: «Все люди смертны».
- Условные — суждения, в которых сказуемое ограничивает отношение каким-либо условием (Если А есть В, то С есть D). Пример: «Если дождь пойдет, то почва будет мокрая». Для условных суждений
  - Основание — это (предыдущее) суждение, которое содержит условие.
  - Следствие — это (последующее) суждение, которое описывает ситуацию, образующуюся при выполнении условия.[источник не указан 1877 дней]

### По отношению между подлежащим и сказуемым
Субъект и предикат суждения могут быть распределены (индекс «+») или не распределены (индекс «-»).
- Распределено — когда в суждении подлежащее (S) или сказуемое (P) берется в полном объёме.
- Не распределено — когда в суждении подлежащее (S) или сказуемое (P) берется не в полном объёме.

Суждения А (обще-утвердительные суждения)
Распределяет своё подлежащее (S), но не распределяет своё сказуемое (P)
Объём подлежащего (S) меньше объёма сказуемого (Р)
- Прим.: «Все рыбы суть позвоночные».

Объёмы подлежащего и сказуемого совпадают
- Прим.: «Все квадраты суть параллелограммы с равными сторонами и равными углами».

Суждения Е (обще-отрицательные суждения)
Распределяет как подлежащее (S), так и сказуемое (P)
В этом суждении мы отрицаем всякое совпадение между подлежащим и сказуемым
- Прим.: «Ни одно насекомое не есть позвоночное».

Суждения I (частно-утвердительные суждения)
Ни подлежащие (S), ни сказуемые (P) не распределены
Часть класса подлежащего входит в класс сказуемого.
- Прим.: «Некоторые книги полезны».
- Прим.: «Некоторые животные суть позвоночные».

Суждения О (частно-отрицательные суждения)
Распределяет своё сказуемое (Р), но не распределяет своё подлежащее (S)
В этих суждениях мы обращаем внимание на то, что есть несовпадающего между ними (заштрихованная область)
- Прим.: «Некоторые животные не суть позвоночные (S)».
- Прим.: «Некоторые змеи не имеют ядовитых зубов (S)».

таблица распределения подлежащего и сказуемого
|     |   | Подлежащее (S) | Сказуемое (P)  |
| --- | - | -------------- | -------------- |
| о-у | А | распределено   | нераспределено |
| о-о | Е | распределено   | распределено   |
| ч-у | I | нераспределено | нераспределено |
| ч-о | О | нераспределено | распределено   |

Общая классификация:
- общеутвердительные (A) — одновременно общие и утвердительные («Все S+ суть P-»);
- частноутвердительное (I) — частное и утвердительное («Некоторые S- суть P-») Прим: «Некоторые люди имеют чёрный цвет кожи»;
- общеотрицательное (E) — общее и отрицательные («Ни один S+ не суть P+») Прим: «Ни один человек не всеведущ»;
- частноотрицательное (O) — частное и отрицательное («Некоторые S- не суть P+») Прим: «Некоторые люди не имеют чёрного цвета кожи».

### Другие
- Разделительные

1. S есть или А, или В, или С
2. или А, или В, или С есть P — когда в суждении остается место неопределенности

- Условно-разделительные суждения

1. если А есть В, то С есть D или Е есть F
2. если есть А, то есть B, или C, или D
пример: «желающий получить высшее образование должен учиться или в университете, или в институте, или в академии»

- Суждения тождества — понятия субъекта и предиката имеют один и тот же объём; пример: «всякий равносторонний треугольник есть равноугольный треугольник».
- Суждения подчинения — понятие с менее широким объёмом подчиняется понятию с более широким объёмом; пример: «собака есть домашнее животное».
- Суждения отношения — именно пространства, времени, отношения; пример: «дом находится на улице».
- Экзистенциальные суждения или суждения существования — суждения, которые приписывают только лишь существование.
- Аналитические суждения — суждения, в которых мы относительно субъекта высказываем нечто такое, что в нём уже содержится.
- Синтетические суждения — суждения, расширяющие познание: в них не раскрывается содержание подлежащего, а присоединяется нечто новое.[источник не указан 1877 дней]

## Модальность суждений
Модальные понятия, или модальности — понятия, выражающие контекстную рамку суждения: время суждения, место суждения, знание о суждении, отношение говорящего к суждению.
В зависимости от модальности выделяются следующие основные виды суждений:
- Суждения возможности — «S, вероятно, есть Р» (возможность). Пример: «Возможно падение метеорита на Землю».
- Ассерторические — «S есть P» (действительность). Пример: «Киев стоит на Днепре».
- Аподиктические — «S необходимо должно быть P» (необходимость). Пример: «Две прямые линии не могут замыкать пространства».